# Malievți, Dunaiivți
Malievți (în ucraineană Малієвці) este localitatea de reședință a comunei Malievți din raionul Dunaiivți, regiunea Hmelnîțkîi, Ucraina.

## Demografie
Componența lingvistică a localității Malievți
     Ucraineană (99,31%)
     Alte limbi (0,69%)
Conform recensământului din 2001, majoritatea populației localității Malievți era vorbitoare de ucraineană (99,31%), existând în minoritate și vorbitori de alte limbi.